# Scapulaseius stilus
Scapulaseius stilus är en spindeldjursart som först beskrevs av Wolfgang Karg och Oomen-Kalsbeek 1987.  Scapulaseius stilus ingår i släktet Scapulaseius och familjen Phytoseiidae. Inga underarter finns listade i Catalogue of Life.